# آن‌لب
آن‌لب (به کره‌ای: 안랩) یک شرکت تولیدکننده نرم‌افزارهای امنیتی است که در سال ۱۹۹۵ در کره جنوبی تأسیس
شد. این شرکت نرم‌افزارهای امنیتی گوناگونی مانند نرم‌افزارهای ضدویروس، نرم‌افزارهای دیوارآتش، آی‌پی‌اس، یوتی‌ام و نرم‌افزارهای امنیتی برای بازیهای آنلاین تولید می‌کند. این شرکت علاوه بر کره جنوبی دارای دفاتری در چین، ژاپن و آمریکا نیز می‌باشد.

## تاریخچه
پیشینه تأسیس این شرکت به زمانی بر می‌گردد که رایانه شخصی آن چئول سو (بنیانگذار و رئیس فعلی شرکت) به ویروس براین آلوده شد ازاین رو وی برنامه‌ای به نام واکسینه را برای شناسایی و از بین بردن این ویروس ایجاد کرد که در کره جنوبی به نام ضدویروس واکسینه معروف شد. در پی تولید این برنامه، سو شرکت آن‌لب را در سال ۱۹۹۵ بنیان گذاشت.

## محصولات
- AhnLab V3 Internet Security 8.0
- AhnLab V3 Internet Security IS 7.0 Platinum
- AhnLab V3 365 Clinic
- AhnLab TrusGuard
- AhnLab Absolute IPS
- AhnLab Online Security
- AhnLab HackShield For Online Game
- AhnLab Mobile Security
- AhnLab MortarGuard for Offline Security
- AhnLab VagGuard for STDs